# Центрально-Западный Квинсленд
Центрально-Западный Квинсленд — удаленный регион в австралийском штате Квинсленд площадью 396 650,2 км². Регион расположен к северу от Юго-Западного Квинсленда и к югу от Северо-Западного Квинсленда. Его население составляет около 12 387 человек.

## История

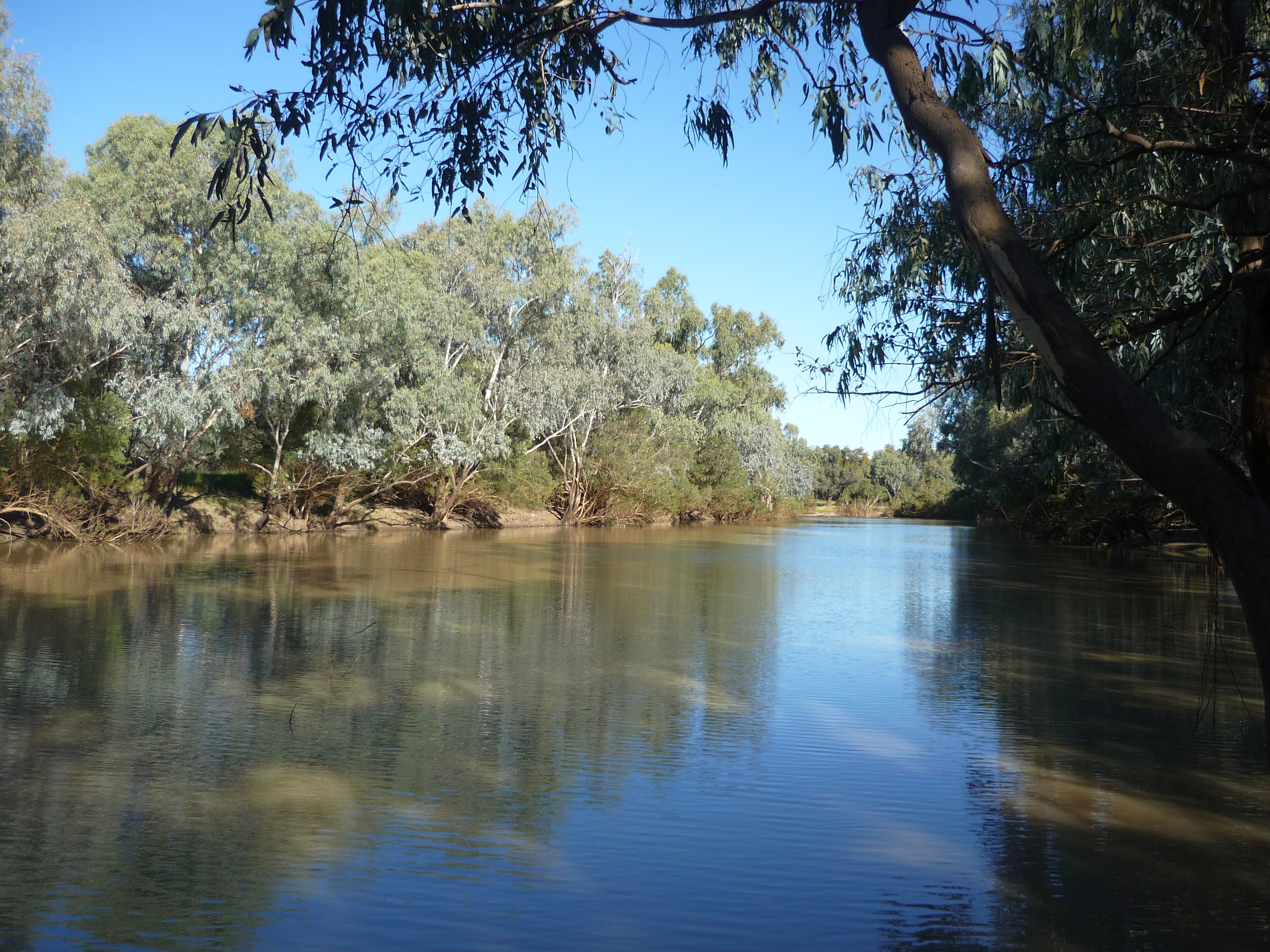
Река Барку в Айсисфорде

Первым исследователем из европейцев стал путешественник Томас Митчелл, который прошел через эту местность в 1846 году. Митчелл находился недалеко от Айсисфорда на реке Барку, когда его отряд столкнулся с нехваткой продовольствия и угрозой со стороны аборигенов. Тогда он решил вернуться в Сидней, успешно завершив экспедицию, в ходе которой была исследована большая часть ранее неизведанной территории.

## География
На территории региона находится восточная часть пустыни Симпсона. Часть бассейна Купера расположена на территории региона. Бассейн содержит наиболее значительные прибрежные месторождения нефти и природного газа в Австралии.
На федеральном уровне регион частично входит в состав округа Мараноа и округа Кеннеди. В регион входят такие районы местного самоуправления как Графство Барку, Графство Диамантина, Графство Булиа, Графство Уинтон, Регион Лонгрич, Регион Блэколл-Тамбо и Регион Баркалдайн.

## СМИ
Благодаря ряду мощных передатчиков и менее мощных ретрансляционных станций, расположенных по всему региону, Центрально-Западный Квинсленд обслуживается местной радиостанцией ABC Western Queensland, а также коммерческими станциями 4LG и West FM, принадлежащими компании Resonate Broadcasting.
Еженедельно выходит местная газета The Longreach Leader.